# Communauté de communes Périgord-Limousin
Die Communauté de communes Périgord-Limousin ist ein französischer Gemeindeverband mit der Rechtsform einer Communauté de communes im Département Dordogne in der Region Nouvelle-Aquitaine. Sie wurde am 18. Dezember 1995 gegründet und umfasst 22 Gemeinden. Der Verwaltungssitz befindet sich im Ort Thiviers.

## Historische Entwicklung
Der Gemeindeverband wurde ursprünglich unter der Bezeichnung Communauté de communes du Pays de Jumilhac-le-Grand gegründet. Nach Zugang weiterer Gemeinden von der aufgelösten Communauté de communes du Pays Thibérien änderte er mit Wirkung vom 1. Januar 2017 seinen Namen auf Communauté de communes des Marchés du Périg Or Limousin, Thiviers-Jumilhac. Diese sperrige Bezeichnung wurde mit Wirkung vom 1. Januar 2018 abermals geändert und zwar auf die aktuelle Bezeichnung.

## Mitgliedsgemeinden
| Gemeinde                                 | Einwohner 1. Januar 2022 | Fläche km² | Dichte Einw./km² | Code INSEE | Postleitzahl |
| ---------------------------------------- | ------------------------ | ---------- | ---------------- | ---------- | ------------ |
| Chalais                                  | 404                      | 18,81      | 21               | 24095      | 24800        |
| Corgnac-sur-l’Isle                       | 862                      | 20,61      | 42               | 24134      | 24800        |
| Eyzerac                                  | 547                      | 11,03      | 50               | 24171      | 24800        |
| Firbeix                                  | 298                      | 22,66      | 13               | 24180      | 24450        |
| Jumilhac-le-Grand                        | 1.140                    | 66,67      | 17               | 24218      | 24630        |
| La Coquille                              | 1.259                    | 22,37      | 56               | 24133      | 24450        |
| Lempzours                                | 133                      | 10,87      | 12               | 24238      | 24800        |
| Mialet                                   | 629                      | 37,30      | 17               | 24269      | 24450        |
| Nantheuil                                | 984                      | 16,82      | 59               | 24304      | 24800        |
| Nanthiat                                 | 239                      | 11,12      | 21               | 24305      | 24800        |
| Négrondes                                | 782                      | 20,15      | 39               | 24308      | 24460        |
| Saint-Front-d’Alemps                     | 252                      | 19,02      | 13               | 24408      | 24460        |
| Saint-Jean-de-Côle                       | 365                      | 12,70      | 29               | 24425      | 24800        |
| Saint-Jory-de-Chalais                    | 543                      | 31,73      | 17               | 24428      | 24800        |
| Saint-Martin-de-Fressengeas              | 362                      | 20,84      | 17               | 24453      | 24800        |
| Saint-Paul-la-Roche                      | 533                      | 39,22      | 14               | 24481      | 24800        |
| Saint-Pierre-de-Côle                     | 428                      | 19,85      | 22               | 24485      | 24800        |
| Saint-Pierre-de-Frugie                   | 482                      | 21,74      | 22               | 24486      | 24450        |
| Saint-Priest-les-Fougères                | 376                      | 20,86      | 18               | 24489      | 24450        |
| Saint-Romain-et-Saint-Clément            | 331                      | 13,80      | 24               | 24496      | 24800        |
| Thiviers                                 | 2.889                    | 27,77      | 104              | 24551      | 24800        |
| Vaunac                                   | 240                      | 13,78      | 17               | 24567      | 24800        |
| Communauté de communes Périgord-Limousin | 14.078                   | 499,72     | 28               | –          | –            |